# 温德 (学者)
温德（英語：Robert Winter，1887年—1987年1月14日），美国西洋文学专家，长期在中国任教。
温德出生于美国印第安纳州，毕业于瓦伯西學院，曾师从美国著名诗人艾兹拉·庞德。又获芝加哥大学硕士学位。后留学法国，学习法国文学。回美国后，先后在沃巴希学院、西北大学、芝加哥大学任教。1923年前往中国，经吴宓邀请赴国立东南大学任英文系主任。之后又任教于清华大学、西南联合大学等校。1952年院系调整后，一直任教于北京大学西语系。1987年在北京逝世，享年100岁。死后安葬于八宝山革命公墓。